# 鳞球茎茎线虫
鳞球茎茎线虫（學名：Ditylenchus dipsaci）
是莖線蟲屬（學名：Ditylenchus）下重要的植物寄生性種類，屬於色矛綱小桿目墊刃亞目墊刃下目的一種線蟲動物。
本屬物種所引起的植物病變統稱作鳞球茎茎线虫病。